# Owad roku
Owad roku (niem. Insekt des Jahres) – insekt wybierany dorocznie w plebiscycie w krajach niemieckojęzycznych.
Począwszy od 1999 roku w różnych krajach strefy niemieckojęzycznej wybierane były owady roku. W latach 1999–2004 w Niemczech, w latach 2000–2004 w Austrii, w latach 2005–2008 w Niemczech i Austrii. Od 2009 Niemcy, Austria i Szwajcaria wspólnie wybierają owada roku.

## Niemcy (1999–2004)
| Rok  | Nazwa polska        | Nazwa naukowa        | Ilustracja |
| ---- | ------------------- | -------------------- | ---------- |
| 1999 | złotook zwyczajny   | Chrysoperla carnea   |            |
| 2000 | kruszczyca złotawka | Cetonia aurata       |            |
| 2001 | ważka płaskobrzucha | Libellula depressa   |            |
| 2002 | latolistek cytrynek | Gonepteryx rhamni    |            |
| 2003 | świerszcz polny     | Gryllus campestris   |            |
| 2004 | bzyg prążkowany     | Episyrphus balteatus |            |

## Austria (2000–2004)
| Rok  | Nazwa polska                                           | Nazwa naukowa                                                        | Ilustracja |
| ---- | ------------------------------------------------------ | -------------------------------------------------------------------- | ---------- |
| 2000 | pawica gruszówka                                       | Saturnia pyri                                                        |            |
| 2001 | nadobnica alpejska                                     | Rosalia alpina                                                       |            |
| 2002 | szklarnik górski, szklarnik leśny, Cordulegaster heros | Cordulegaster bidentata, Cordulegaster boltonii, Cordulegaster heros |            |
| 2003 | strumycznik zwyczajny                                  | Osmylus fulvicephalus                                                |            |
| 2004 | paź żeglarz                                            | Iphiclides podalirius                                                |            |

## Niemcy i Austria (2005–2008)
| Rok  | Nazwa polska            | Nazwa naukowa             | Ilustracja |
| ---- | ----------------------- | ------------------------- | ---------- |
| 2005 | trzmiel kamiennik       | Bombus lapidarius         |            |
| 2006 | biedronka siedmiokropka | Coccinella septempunctata |            |
| 2007 | zwiniec rycerzyk        | Lygaeus equestris         |            |
| 2008 | kraśnik rzęsinowiec     | Zygaena carniolica        |            |

## Niemcy, Austria i Szwajcaria (od 2009)
| Rok  | Nazwa polska                | Nazwa naukowa               | Ilustracja |
| ---- | --------------------------- | --------------------------- | ---------- |
| 2009 | krasanka natrawka           | Cercopis vulnerata          |            |
| 2010 | mrówkolew pospolity         | Myrmeleon formicariusa      |            |
| 2011 | ozdobnica większa           | Formica exsecta             |            |
| 2012 | jelonek rogacz              | Lucanus cervus              |            |
| 2013 | chruścik                    | Rhyacophila fasciata        |            |
| 2014 | muchówka                    | Phasia aurigera             |            |
| 2015 | modraszek korydon           | Polyommatus coridon         |            |
| 2016 | skoczogonek                 | Allacma fusca               |            |
| 2017 | modliszka zwyczajna         | Mantis religiosa            |            |
| 2018 | wojsiłka pospolita          | Panorpa communis            |            |
| 2019 | murarka ogrodowa            | Osmia bicornis              |            |
| 2020 | oleica krówka               | Meloe proscarabaeus         |            |
| 2021 | jętka górska                | Ephemera danica             |            |
| 2022 | Venustoraphidia nigricollis | Venustoraphidia nigricollis |            |